# Joe Ball
Joseph D. Ball, detto Joe (San Antonio, 5 gennaio 1896 – Elmendorf, 24 settembre 1938), è stato un serial killer statunitense.
Talvolta soprannominato The Alligator Man, il Macellaio di Elmendorf e il Barbablù del Texas meridionale, Joe è ricordato per aver ucciso venti donne negli anni trenta.

## Storia
Dopo aver servito il Paese durante la prima guerra mondiale sul fronte europeo, Ball iniziò la sua carriera come rivenditore clandestino di liquori. Dopo la fine del bando degli alcolici, aprì un saloon chiamato "Sociable Inn" a Elmendorf, Texas. Ball costruì un laghetto contenente 5 alligatori, attraverso il quale racimolò denaro facendo pagare le persone per vedere le bestie, che nutriva con gatti e cani vivi.
Con il passare del tempo le donne della zona iniziarono a scomparire, incluse le ragazze del suo bar, la sua fidanzata e sua moglie. Quando due poliziotti lo vennero ad interrogare nel 1938, Joe si bevve una birra, mise il cartello "CHIUSO" sulla porta della taverna e, estratta una pistola dal registratore di cassa, si suicidò con un colpo al cuore o, secondo un'altra versione, alla testa. Un uomo della zona, Clifford Wheeler, ammise di aver aiutato Ball a gettare due donne che il killer aveva ucciso nel recinto degli alligatori. Wheeler condusse i poliziotti ai resti di due donne, Hazel Brown e Minnie Gotthard e dichiarò che Ball aveva ucciso altre venti donne, di cui però gli alligatori non avevano lasciato traccia.
Tutta la storia resta però avvolta in un velo leggendario visto che ci sono pochissime notizie nei giornali dell'epoca riguardo a questo fatto.

## Riferimenti nella cultura popolare
- Il film Quel motel vicino alla palude (Eaten Alive) di Tobe Hooper è ispirato ai crimini di Joe Ball.
- Ball viene citato nella serie televisiva Bones nel quinto episodio dell'ottava stagione, intitolato La bottega delle mele.
- Il gruppo grindcore statunitense Macabre incluse la canzone Joe Ball Was His Name nell'album Carnival of Killers del 2020.